# Markus Eicher
Markus Eicher (* 18. April 1954 in Inzell; † 13. März 2022) war ein deutscher Eisschnellläufer und Eisschnelllauf-Trainer.
Markus Eicher war als Sportler ein guter Mehrkämpfer. Zweimal war er (1976 und 1977) Deutscher Meister bzw. Vizemeister, einmal Dritter im Mehrkampf. Er trat bei Welt- und Europameisterschaften an, war aber dort weniger erfolgreich.
Nach seiner aktiven Karriere wurde er 1985 Stützpunkttrainer in seiner Heimatstadt Inzell. Ab 1996 war er neben der Funktion als Trainer des DEC Inzell auch Bundestrainer. Er trainierte unter anderem Anni, Jan und Agnes Friesinger sowie Dino Gillarduzzi. Zur Saison 2006/06 hatten sich unter seiner Verantwortung, ähnlich dem Männerteam, ein Großteil der weiblichen deutschen Eisschnelllaufelite versammelt. Zu den Schützlingen gehörten unter anderem Lucille Opitz und Stephanie Beckert.
Am 15. März 2022 gab die Deutsche Eisschnelllauf- und Shorttrack-Gemeinschaft (DESG) bekannt, dass Markus Eicher nach langer schwerer Krankheit im Alter von 67 Jahren gestorben ist.